# Andreas Bang-Haas
Andreas Bang-Haas (6. prosince 1846, Horsens, Dánsko – 7. února 1925, Drážďany, Německo) byl dánský entomolog, lepidopterolog a obchodník s hmyzem.

## Biografie
Andreas Bang-Haas se narodil v Dánsku v menším městečku Horsens. Později se přestěhoval do Německa, kde pracoval ve Staudingerově firmě, která obchodovala s hmyzem. Oženil se s dcerou Otta Staudingera Carmen Dolores Staudingerovou a stává se spolumajitelem firmy a později - v roce 1900 - po smrti dr. Staudingera pokračovatelem rodinné firmy Staudinger & Bang-Haas. Ještě během jeho života pokračoval v rodinné tradici jeho syn Otto Bang-Haas - asi od roku 1913.

## Sbírka hmyzu
Jeho privátní sbírka dánských mikrolepidopter se od roku 1880 nachází v zoologickém muzeu v Kodani.